# 羅塞克斯 (密西西比州)
羅塞克斯（英語：Roseacres）是位於美國密西西比州科荷馬縣的非建制地區。

## 歷史
羅塞克斯的郵局於1910年設立，其後於1924年停運。

## 地理
羅塞克斯所處的海拔為高於海平面54米（即177英呎），而該地所採用的時區為UTC-6，即北美中部時區（CST）。同時該地設有夏令時間，為UTC-6調快一小時，即UTC-5（CDT）。